# Capasa imbutaria
Capasa imbutaria là một loài bướm đêm trong họ Geometridae.